# Srđan Spiridonović
Srđan Spiridonović (serb. Срђан Спиридоновић, ur. 13 października 1993 w Wiedniu) – austriacki piłkarz pochodzenia serbskiego występujący na pozycji pomocnika.

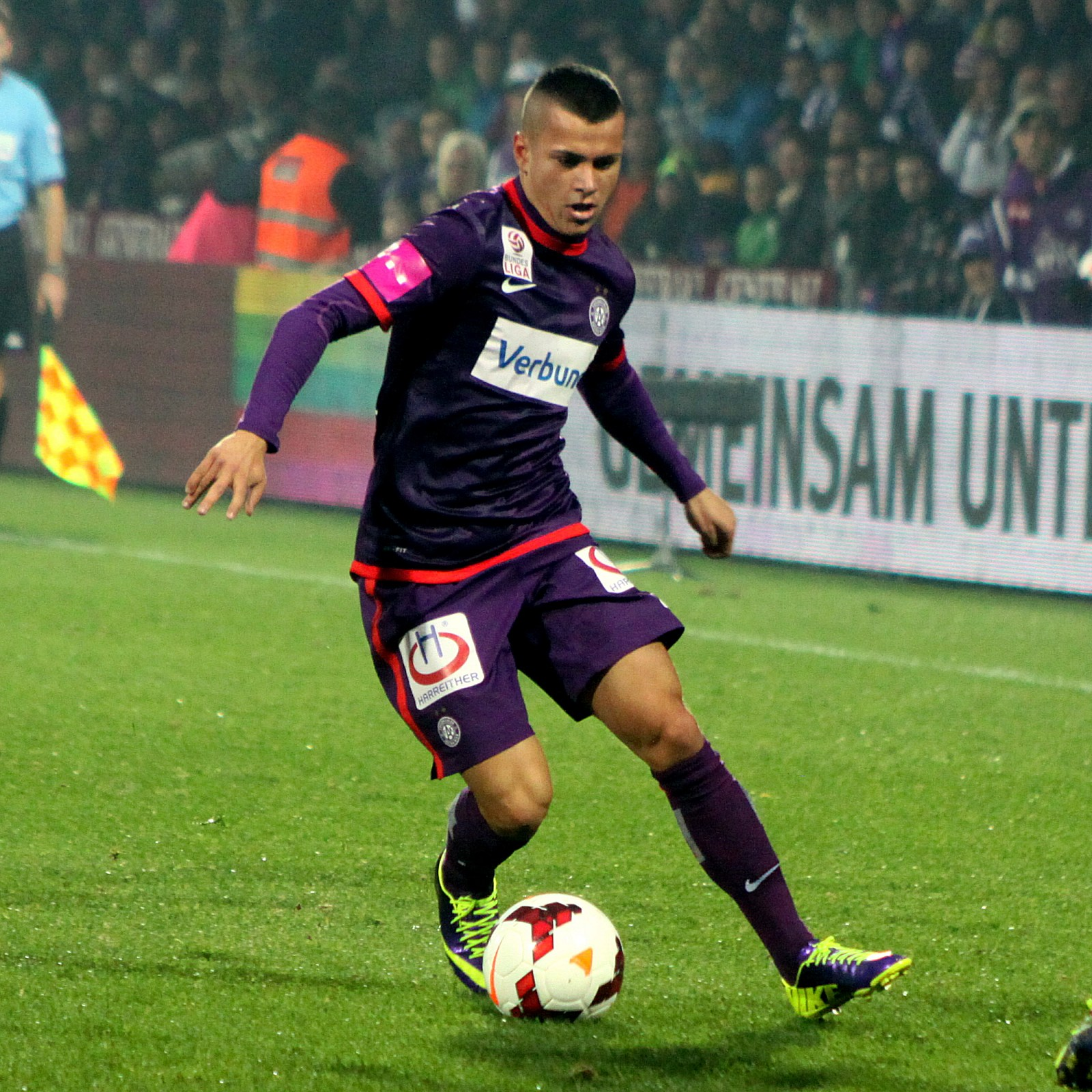
Srđan Spiridonović w barwach Austrii Wiedeń (2013)

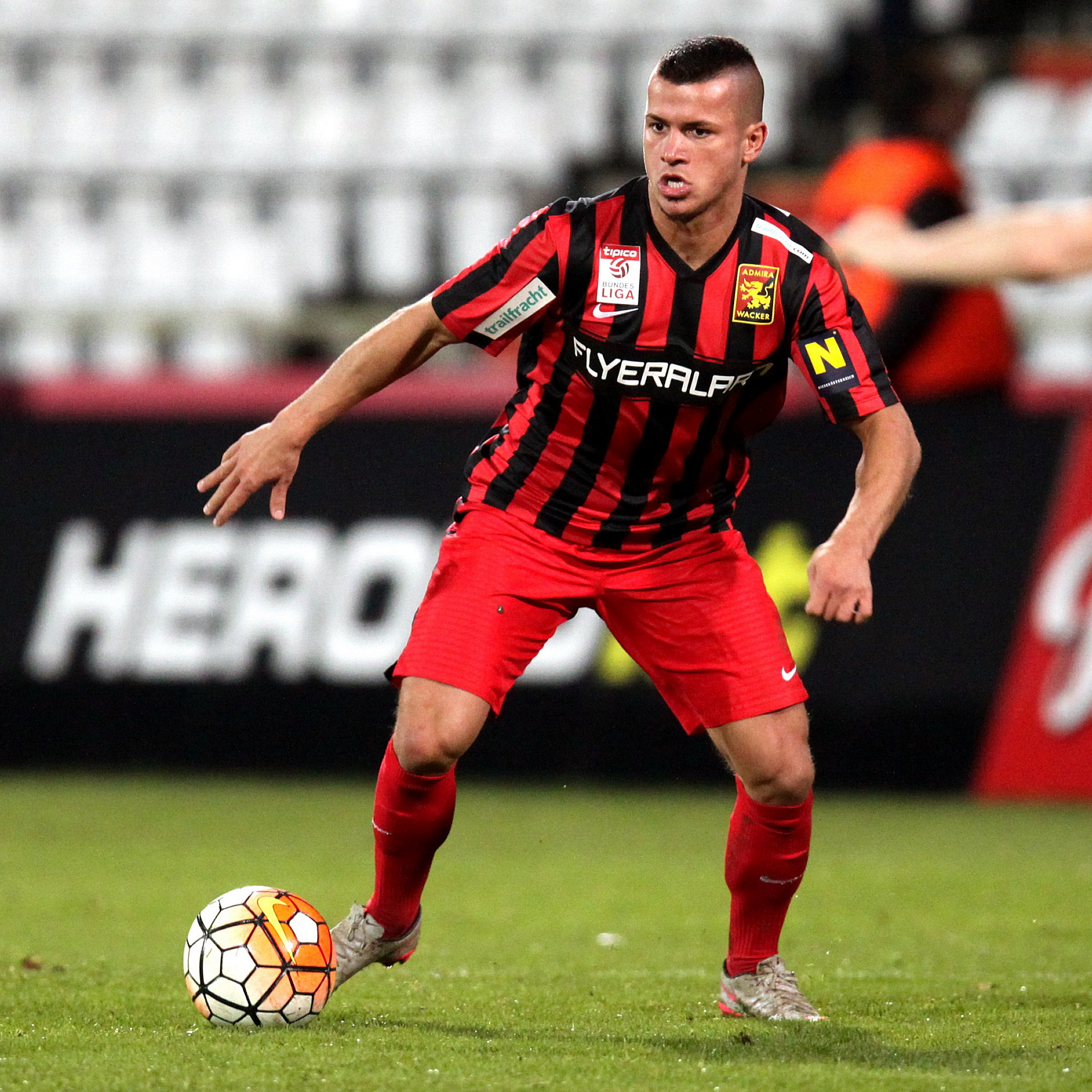
Srđan Spiridonović w barwach FC Admira Wacker Mödling (2015)

## Kariera klubowa

### Austria Wiedeń
W trakcie kariery juniorskiej występował w młodzieżowych zespołach Austrii Wiedeń. 1 lipca 2010 został przeniesiony do drużyny rezerw, a 1 lipca 2012 do pierwszego zespołu. W barwach klubu zadebiutował 21 października 2012 w meczu Bundesligi przeciwko Rapidowi Wiedeń (2:0). W kwalifikacjach do Ligi Mistrzów UEFA zadebiutował 30 lipca 2013 w meczu przeciwko Fimleikafélagowi Hafnarfjarðar (1:0), a w fazie grupowej Ligi Mistrzów UEFA 22 października 2013 w meczu przeciwko Atlético Madryt (0:3). W sezonie 2012/13 jego drużyna zdobyła Mistrzostwo Austrii i dotarła do finału Pucharu Austrii. Po rozegraniu kilku meczów ligowych w sezonie 2013/14, wdał się w bójkę z Romanem Kienastem, co spowodowało zakończenie jego kariery w Austrii. Po tym incydencie został zesłany do drużyn rezerw, a następnie trafił do Włoch.

### Vicenza
14 lipca 2014 podpisał kontrakt z Vicenzą. W barwach klubu zadebiutował 7 września 2014 w meczu Serie B przeciwko Trapani Calcio (2:1). Po kilkunastu kolejkach doszło do zmiany trenera, który przestał wystawiać Spiridonovicia w pierwszym składzie. Zmuszony był do ponownego szukania regularnej gry, przez co został wypożyczony do innego włoskiego klubu.

### Messina
29 stycznia 2015 został wypożyczony do Messiny. W zespole zadebiutował 1 lutego 2015 w meczu Serie C przeciwko Matera Calcio (3:1). Pierwszą bramkę zdobył 23 lutego 2015 w meczu ligowym przeciwko US Lecce (2:1). Pomimo regularnych występów Spiridonović nie był zadowolony, z powodu dramatycznych warunków mieszkaniowych i treningowych. Po dwóch i pół miesiąca opuścił klub.

### Admira Wacker Mödling
28 sierpnia 2015 na zasadzie wolnego transferu przeszedł do Admiry Wacker Mödling. W barwach drużyny zadebiutował 12 września 2015 w meczu Bundesligi przeciwko Wolfsberger AC (1:0). Pierwszą bramkę strzelił 21 listopada 2015 w meczu ligowym przeciwko swojemu byłemu klubowi – Austrii Wiedeń (1:1). W sezonie 2015/16 jego zespół dotarł do finału Pucharu Austrii, w którym ostatecznie przegrał z Red Bull Salzburg (0:5).

### Panionios
29 sierpnia 2017 podpisał trzyletni kontrakt z Panioniosem. W klubie zadebiutował 10 września 2017 w meczu Superleague Ellada przeciwko Panetolikos GFS (1:1). Pierwszą bramkę zdobył 21 września 2017 w meczu Pucharu Grecji przeciwko PAS Janina (1:1).

### Pogoń Szczecin
5 lipca 2019 na zasadzie transferu definitywnego przeszedł do Pogoni Szczecin, z którą podpisał trzyletni kontrakt. W barwach zespołu zadebiutował 29 lipca 2019 w meczu Ekstraklasy przeciwko Arce Gdynia (2:0), w którym strzelił swoją pierwszą bramkę dla klubu.

### FK Crvena zvezda
23 czerwca 2020 podpisał trzyletni kontrakt z klubem FK Crvena zvezda. Zadebiutował 1 sierpnia 2020 w meczu Super liga Srbije przeciwko FK Novi Pazar (3:0), w którym zdobył swoją pierwszą bramkę dla zespołu. W sezonie 2020/21 jego zespół zajął pierwsze miejsce w tabeli zdobywając mistrzostwo Serbii

### Gençlerbirliği SK
25 stycznia 2021 został wysłany na półroczne wypożyczenie do drużyny Gençlerbirliği SK. Zadebiutował 31 stycznia 2021 w meczu Süper Lig przeciwko Antalyasporowi (0:1).

### PAE Atromitos
6 sierpnia 2021 udał się na wypożyczenie z opcją wykupu do greckiego zespołu PAE Atromitos. Zadebiutował 19 września 2021 w meczu Superleague Ellada przeciwko Panetolikosowi GFS (1:2). Pierwszą bramkę zdobył 27 września 2021 w meczu ligowym przeciwko Arisowi FC (1:3).

## Kariera reprezentacyjna

### Austria U-19
W 2011 otrzymał powołanie do reprezentacji Austrii U-19. Zadebiutował w niej 7 września 2011 w meczu towarzyskim przeciwko reprezentacji Bośni i Hercegowiny U-19 (1:0), w którym strzelił swojego pierwszego gola dla kadry.

### Austria U-21
W 2012 otrzymał powołanie do reprezentacji Austrii U-21. Zadebiutował w niej 12 października 2012 w meczu towarzyskim przeciwko reprezentacji Demokratycznej Republiki Konga U-21 (5:1).

## Statystyki

### Klubowe
(aktualne na dzień 9 września 2022)
| Klub                  | Sezon              | Liga               | Liga  | Liga   | Puchar kraju | Puchar kraju | Europa | Europa | Suma  | Suma   |
| Klub                  | Sezon              | Liga               | Mecze | Bramki | Mecze        | Bramki       | Mecze  | Bramki | Mecze | Bramki |
| --------------------- | ------------------ | ------------------ | ----- | ------ | ------------ | ------------ | ------ | ------ | ----- | ------ |
| Austria Wiedeń        | 2012/13            | Bundesliga         | 2     | 0      | 1            | 0            | –      | –      | 3     | 0      |
| Austria Wiedeń        | 2013/14            | Bundesliga         | 5     | 0      | 1            | 0            | 2      | 0      | 8     | 0      |
| Austria Wiedeń        | Ogólnie            | Ogólnie            | 7     | 0      | 2            | 0            | 2      | 0      | 11    | 0      |
| Vicenza               | 2014/15            | Serie B            | 8     | 0      | 0            | 0            | –      | –      | 8     | 0      |
| Vicenza               | Ogólnie            | Ogólnie            | 8     | 0      | 0            | 0            | 0      | 0      | 8     | 0      |
| Messina (wyp.)        | 2014/15            | Serie C            | 7     | 1      | 0            | 0            | –      | –      | 7     | 1      |
| Messina (wyp.)        | Ogólnie            | Ogólnie            | 7     | 1      | 0            | 0            | 0      | 0      | 7     | 1      |
| Admira Wacker Mödling | 2015/16            | Bundesliga         | 25    | 6      | 5            | 0            | –      | –      | 30    | 6      |
| Admira Wacker Mödling | 2016/17            | Bundesliga         | 18    | 1      | 0            | 0            | 4      | 0      | 22    | 1      |
| Admira Wacker Mödling | 2017/18            | Bundesliga         | 1     | 0      | 1            | 2            | –      | –      | 2     | 2      |
| Admira Wacker Mödling | Ogólnie            | Ogólnie            | 44    | 7      | 6            | 2            | 4      | 0      | 54    | 9      |
| Panionios             | 2017/18            | Superleague Ellada | 25    | 8      | 7            | 2            | –      | –      | 32    | 10     |
| Panionios             | 2018/19            | Superleague Ellada | 19    | 2      | 3            | 1            | –      | –      | 22    | 3      |
| Panionios             | Ogólnie            | Ogólnie            | 44    | 10     | 10           | 3            | 0      | 0      | 54    | 13     |
| Pogoń Szczecin        | 2019/20            | Ekstraklasa        | 23    | 6      | 1            | 0            | –      | –      | 24    | 6      |
| Pogoń Szczecin        | Ogólnie            | Ogólnie            | 23    | 6      | 1            | 0            | 0      | 0      | 24    | 6      |
| FK Crvena zvezda      | 2020/21            | Super liga Srbije  | 16    | 3      | 2            | 1            | 6      | 0      | 24    | 4      |
| FK Crvena zvezda      | Ogólnie            | Ogólnie            | 16    | 3      | 2            | 1            | 6      | 0      | 24    | 4      |
| Gençlerbirliği SK     | 2020/21            | Süper Lig          | 6     | 0      | 0            | 0            | –      | –      | 6     | 0      |
| Gençlerbirliği SK     | Ogólnie            | Ogólnie            | 6     | 0      | 0            | 0            | 0      | 0      | 6     | 0      |
| PAE Atromitos         | 2021/22            | Superleague Ellada | 20    | 2      | 0            | 0            | –      | –      | 20    | 2      |
| PAE Atromitos         | Ogólnie            | Ogólnie            | 20    | 2      | 0            | 0            | 0      | 0      | 20    | 2      |
| Ogólnie w karierze    | Ogólnie w karierze | Ogólnie w karierze | 175   | 29     | 21           | 6            | 12     | 0      | 208   | 35     |

### Reprezentacyjne
| Reprezentacja | Rok     | Mecze | Bramki |
| ------------- | ------- | ----- | ------ |
| Austria U-19  | 2011    | 4     | 2      |
| Austria U-19  | 2012    | 6     | 2      |
| Ogólnie       | Ogólnie | 10    | 4      |
| Austria U-21  | 2012    | 2     | 0      |
| Austria U-21  | 2013    | 2     | 0      |
| Ogólnie       | Ogólnie | 4     | 0      |

| Mecze i gole w reprezentacji | Mecze i gole w reprezentacji | Mecze i gole w reprezentacji | Mecze i gole w reprezentacji | Mecze i gole w reprezentacji       | Mecze i gole w reprezentacji | Mecze i gole w reprezentacji | Mecze i gole w reprezentacji |
| Austria U-19                 | Austria U-19                 | Austria U-19                 | Austria U-19                 | Austria U-19                       | Austria U-19                 | Austria U-19                 | Austria U-19                 |
| Lp.                          | Data                         | Miejsce                      | Gospodarz                    | Gość                               | Wynik                        | Gol                          | Rozgrywki                    |
| ---------------------------- | ---------------------------- | ---------------------------- | ---------------------------- | ---------------------------------- | ---------------------------- | ---------------------------- | ---------------------------- |
| 1.                           | 07.09.2011                   | Ritzing                      | Austria U-19                 | Bośnia i Hercegowina U-19          | 1:0                          | Gol                          | Mecz towarzyski              |
| 2.                           | 05.10.2011                   | Amstetten                    | Austria U-19                 | Malta U-19                         | 3:0                          | Gol                          | el. ME U-19 2012             |
| 3.                           | 07.10.2011                   | Seitenstetten                | Austria U-19                 | Albania U-19                       | 0:0                          |                              | el. ME U-19 2012             |
| 4.                           | 10.10.2011                   | Amstetten                    | Dania U-19                   | Austria U-19                       | 0:0                          |                              | el. ME U-19 2012             |
| 5.                           | 26.03.2012                   | Dunajská Streda              | Słowacja U-19                | Austria U-19                       | 2:0                          |                              | Mecz towarzyski              |
| 6.                           | 28.03.2012                   | Draßburg                     | Austria U-19                 | Słowacja U-19                      | 2:0                          |                              | Mecz towarzyski              |
| 7.                           | 18.04.2012                   | Eschen                       | Liechtenstein U-19           | Austria U-19                       | 0:5                          | Gol · Gol                    | Mecz towarzyski              |
| 8.                           | 25.05.2012                   | Zaprešić                     | Chorwacja U-19               | Austria U-19                       | 2:2                          |                              | ME U-19 2012                 |
| 9.                           | 27.05.2012                   | Lučko                        | Bośnia i Hercegowina U-19    | Austria U-19                       | 0:2                          |                              | ME U-19 2012                 |
| 10.                          | 30.05.2012                   | Velika Gorica                | Austria U-19                 | Gruzja U-19                        | 1:2                          |                              | ME U-19 2012                 |
| Austria U-21                 |                              |                              |                              |                                    |                              |                              |                              |
| Lp.                          | Data                         | Miejsce                      | Gospodarz                    | Gość                               | Wynik                        | Gol                          | Rozgrywki                    |
| 1.                           | 12.10.2012                   | Melk                         | Austria U-21                 | Demokratyczna Republika Konga U-21 | 5:1                          |                              | Mecz towarzyski              |
| 2.                           | 15.10.2012                   | Parndorf                     | Austria U-21                 | Węgry U-21                         | 3:1                          |                              | Mecz towarzyski              |
| 3.                           | 06.02.2013                   | Paola                        | Malta U-21                   | Austria U-21                       | 1:3                          |                              | Mecz towarzyski              |
| 4.                           | 04.06.2013                   | Kijów                        | Czechy U-21                  | Austria U-21                       | 0:3                          |                              | Mecz towarzyski              |

## Sukcesy

### Austria Wiedeń
- Mistrzostwo Austrii (1×): 2012/2013

### FK Crvena zvezda
- Mistrzostwo Serbii (1×): 2020/2021

## Życie prywatne
Jego rodzina pochodzi z Serbii. On sam, czuje się bardziej Serbem, niż Austriakiem, pomimo innej narodowości. W trakcie kariery juniorskiej przez 3 lata grał z zerwanym więzadłem krzyżowym, ponieważ był za młody na operację.